# WMEDIA
WMEDIA («Юнайтед Продакшн Груп», «Westcote Media», «Ways Media», «Ways Production», «СН Продакшн», «ВМедиа Продакшн», «Креатив Тим Медиа») — российская продюсерская компания, производитель разнообразных программ для ряда каналов российского телевидения. Основана в 1999 году бывшими сотрудниками телеигры «Что? Где? Когда?» Сергеем Кордо и Татьяной Дмитраковой и занимает одно из ведущих мест на рынке телепроизводства.

## Программы производства WMedia
| Название программы                                                      | Дата выпуска                                  | Канал                                                 | Ведущий                                                                                       | Жанр                                      |
| ----------------------------------------------------------------------- | --------------------------------------------- | ----------------------------------------------------- | --------------------------------------------------------------------------------------------- | ----------------------------------------- |
| О, Счастливчик! (с 19 февраля 2001 года — Кто хочет стать миллионером?) | 1 октября 1999—13 сентября 2008               | НТВ (1999—2001), ОРТ/Первый канал (2001—2008)         | Дмитрий Дибров (1999—2001), Максим Галкин (2001—2008)                                         | интеллектуальная телевикторина            |
| Третий тайм                                                             | 7 ноября 1999—26 марта 2000                   | НТВ                                                   | Савик Шустер                                                                                  | ток-шоу о футболе                         |
| Это ваш окончательный ответ? Секреты «О, Счастливчика!»                 | 4 ноября 2000                                 | НТВ                                                   |                                                                                               | документальный фильм                      |
| Слабое звено                                                            | 25 сентября 2001—28 декабря 2008              | ОРТ/Первый канал (2001—2005), Пятый канал (2007—2008) | Мария Киселёва (2001—2005), Николай Фоменко (2007—2008)                                       | интеллектуальная телевикторина            |
| Народ против                                                            | 26 февраля 2002—29 августа 2003               | ОРТ (2002), REN-TV (2003)                             | Дмитрий Дибров (2002), Александр Милосердов (2003)                                            | интеллектуальная телевикторина            |
| Стань звездой                                                           | 7 сентября—28 декабря 2002                    | Россия                                                |                                                                                               | музыкальное реалити-шоу                   |
| Народный артист                                                         | 5 сентября 2003—27 мая 2006 (с перерывами)    | Россия                                                | Фёкла Толстая, Иван Ургант (2003—2004), Оскар Кучера, Ольга Шелест (2006)                     | музыкальное реалити-шоу                   |
| Пирамида                                                                | 16 мая 2004—20 марта 2005                     | Россия                                                | Иван Ургант                                                                                   | телевикторина                             |
| Танцы со звёздами                                                       | 14 января 2006—30 ноября 2013                 | Россия/Россия-1                                       | Юрий Николаев, Анастасия Заворотнюк (2006—2008), Максим Галкин, Дарья Спиридонова (2009—2013) | танцевальное шоу                          |
| Великолепная восьмёрка                                                  | 26 марта—23 апреля 2006                       | Россия                                                | Антон Макарский                                                                               | детская телевикторина                     |
| Танцы на льду                                                           | 20 августа 2006—11 ноября 2007 (с перерывом)  | Россия                                                | Юрий Николаев, Анастасия Заворотнюк                                                           | развлекательное ледово-танцевальное шоу   |
| Женская лига                                                            | 11 ноября 2006—27 января 2011                 | ТНТ                                                   | Евгения Крегжде, Ольга Тумайкина, Анна Антонова, Анна Ардова, Ольга Медынич, Галина Боб       | скетч-шоу                                 |
| Игра воображения                                                        | 7 сентября 2007—29 августа 2008               | Россия/Бибигон                                        | Юрий Пашков                                                                                   | детская викторина                         |
| В нашу гавань заходили корабли                                          | 9 сентября 2007—14 марта 2010                 | Пятый канал                                           | Эдуард Успенский, Элеонора Филина                                                             | музыкальное шоу авторской песни           |
| Властелин ума                                                           | 21 сентября 2007—28 августа 2008              | Россия/Бибигон                                        | Андрей Ургант                                                                                 | детская интеллектуальная викторина        |
| Рождественский бал                                                      | 6—8 января 2008                               | Россия                                                | Мария Максакова, Николай Цискаридзе                                                           | детское танцевальное шоу                  |
| Ты — то, что ты ешь                                                     | 9 февраля—26 апреля 2008                      | Россия                                                | Фёкла Толстая                                                                                 | программа о питании                       |
| 50 блондинок                                                            | 16 февраля—28 июня 2008                       | Россия                                                | Николай Фоменко                                                                               | интеллектуальное шоу                      |
| Феномен                                                                 | 22 августа—10 октября 2008                    | Россия                                                | Ури Геллер, Денис Семенихин                                                                   | мистическое шоу                           |
| Звёздный лёд                                                            | 27 сентября—31 декабря 2008                   | Россия                                                | Максим Галкин                                                                                 | развлекательное ледово-танцевальное шоу   |
| Ты и я                                                                  | 29 августа 2009—26 декабря 2010 (с перерывом) | Россия/Россия-1                                       | Тигран Кеосаян, Алёна Хмельницкая                                                             | семейное шоу                              |
| Кто хочет стать Максимом Галкиным?                                      | 1 января—14 августа 2010                      | Россия-1                                              | Дмитрий Губерниев                                                                             | интеллектуальная телевикторина            |
| Девчата                                                                 | 23 апреля 2010—15 августа 2014                | Россия-1                                              | Маргарита Митрофанова, Ольга Шелест, Алла Довлатова, Тутта Ларсен и другие (20 человек)       | женское ток-шоу                           |
| Стиляги-шоу                                                             | 14 ноября—19 декабря 2010                     | Россия-1                                              | Максим Галкин, Дарья Спиридонова                                                              | танцевальное пародийное шоу               |
| Ода к радости                                                           | 7 июля 2011                                   | Россия-1                                              | Дарья Спиридонова                                                                             | документальный фильм                      |
| Минутное дело                                                           | 17 ноября 2012—27 июля 2013                   | Россия-1                                              | Тимур Родригез                                                                                | развлекательное шоу                       |
| Погоня                                                                  | 17 ноября 2012—14 сентября 2013               | Россия-1                                              | Александр Гуревич                                                                             | интеллектуальная телевикторина            |
| Посольство красоты                                                      | 4 мая—8 июня 2013                             | Ю                                                     | Игорь Гуляев, Елена Кулецкая                                                                  | развлекательное шоу                       |
| Артист                                                                  | 5 сентября—24 октября 2014                    | Россия-1                                              | Ольга Шелест, Владимир Яглыч                                                                  | музыкальное шоу талантов                  |
| Я — полицейский!                                                        | 6 сентября—18 октября 2014                    | Россия-2                                              | Анна Кастерова                                                                                | реалити-шоу                               |
| Укротители звука                                                        | 16 мая—1 августа 2015                         | Россия-1                                              | Сергей Писаренко                                                                              | развлекательное шоу                       |
| Большие семейные игры                                                   | 10 октября 2015—3 декабря 2016                | Disney                                                | Сергей Шубенков                                                                               | семейное шоу                              |
| Особый день                                                             | 3 ноября 2015—14 июля 2016                    | Матч ТВ                                               |                                                                                               | социальная программа                      |
| Твои правила                                                            | 19 марта—28 мая 2016                          | Матч ТВ                                               |                                                                                               | программа о фитнесе                       |
| Диван                                                                   | 30 марта—18 мая 2017                          | СТС                                                   |                                                                                               | псевдореалити-шоу                         |
| Бешеная сушка                                                           | 28 октября—30 декабря 2017                    | Матч ТВ                                               | Василий Смолин                                                                                | шоу о похудении                           |
| Близнецы                                                                | 4 марта—3 июня 2018                           | Пятница!                                              |                                                                                               | makeover-шоу                              |
| Одинокий папа мечтает познакомиться                                     | 19 марта 2018—30 мая 2019                     | Ю                                                     |                                                                                               | реалити-шоу                               |
| Голос улиц                                                              | 2 апреля—7 мая 2018                           | Пятница!                                              | Регина Тодоренко                                                                              | рэп-шоу                                   |
| Битва за тело                                                           | 13 марта—15 мая 2021                          | Ю                                                     | Наталья Давыдова                                                                              | реалити-шоу                               |
| Я вижу твой голос                                                       | 14 мая—9 июля 2021                            | Россия-1                                              | Владимир Маркони                                                                              | музыкально-детективное телеигровое шоу    |
| Мои первые каникулы                                                     | 7 июня—6 сентября 2021                        | Пятница!                                              |                                                                                               | travel-шоу с участием зрителей телеканала |
| Классная тема                                                           | 6 января 2023—настоящее время                 | Россия-1                                              | Дмитрий Шепелев                                                                               | проект об учителях нашей страны           |

## Награды
- В 2000 году телеигра «О, счастливчик!» получила премию ТЭФИ в номинации «Телевизионная игра».
- В 2006 году шоу «Танцы со звёздами» получило премию ТЭФИ в номинации «Развлекательная программа: игра».
- В 2008 году телеигра «50 блондинок» получила премию ТЭФИ в номинации «Ведущий развлекательной программы» (Николай Фоменко).
- В 2012 году шоу «Танцы со звёздами» получило премию ТЭФИ в номинации «Оператор телевизионной программы» (Владимир Брежнев).